# Équipe de Nouvelle-Zélande féminine de volley-ball
L'équipe de Nouvelle-Zélande féminine de volley-ball est composée des meilleures joueuses néo-zélandaises sélectionnées par la Fédération néo-zélandaise de volley-ball (FNZVB). Elle est actuellement classée au 81e rang de la Fédération internationale de volley-ball au 11 juillet 2022.

## Sélection actuelle
Sélection  Pour le tournoi de qualification au Championnat du monde de volley-ball féminin 2010 à Wellington Nouvelle-Zélande.
Entraîneur :Shelley Addison ; entraîneur-adjoint : Paula Vesty

## Palmarès et parcours

### Parcours

#### Jeux Olympiques
Aucune participation

#### Championnat du monde de volley-ball féminin
| - 1952 : non qualifiée - 1956 : non qualifiée - 1960 : non qualifiée - 1962 : non qualifiée - 1967 : non qualifiée - 1970 : non qualifiée - 1974 : non qualifiée - 1978 : non qualifiée - 1982 : non qualifiée | - 1986 : non qualifiée - 1990 : non qualifiée - 1994 : non qualifiée - 1998 : non qualifiée - 2002 : non qualifiée - 2006 : non qualifiée - 2010 : non qualifiée |

#### Championnat d'Asie et d'Océanie de volley-ball féminin
| - 1975 : 5e - 1979 : non qualifiée - 1983 : 9e - 1987 : 4e - 1989 : non qualifiée - 1991 : 10e - 1993 : 11e - 1995 : 7e - 1997 : non qualifiée - 1999 : non qualifiée | - 2001 : 8e - 2003 : 10e - 2005 : non qualifiée - 2007 : 11e - 2009 : |